# Die Frau in drei Stadien
Die Frau in drei Stadien (auch Die Frau, Das Weib oder Sphinx, norwegisch Kvinnen. Sfinx) ist ein Bildmotiv des norwegischen Malers Edvard Munch, das er vom Jahr 1894 an in mehreren Gemälden und Druckgrafiken gestaltete. Es zeigt drei Frauenfiguren oder eine Frau in drei Stadien ihres Lebens. Das Motiv ist Teil von Munchs Lebensfries, der Zusammenstellung seiner zentralen Werke über die Themen Leben, Liebe und Tod. Eine Abwandlung des Motivs ist das Gemälde Rot und Weiß (norwegisch Rødt og hvitt, 1899/1900), in dem nur noch zwei Frauen aus der Konstellation übriggeblieben sind.

## Bildbeschreibung
Von links nach rechts sind vier Ganzfiguren ungefähr auf gleicher Höhe gereiht: drei Frauen und ein Mann. Links im Profil befindet sich eine junge Frau in hellen Kleidern und blickt auf das Meer hinaus. Sie steht hoch erhobenen Hauptes, stolz und unnahbar. Ihr offenes, blondes Haar reicht bis über ihre Hüfte hinab. In der Hand hält sie einen Strauß Blumen, möglicherweise Lilien. Rechts neben ihr steht – laut Ulrich Bischoff „wahrhaft zum Erschrecken“ – „ein großes, nacktes Weib“ mit gespreizten Beinen und hinter dem Kopf verschränkten Händen. Sich ihrer erotischen Wirkung bewusst, blickt sie den Betrachter provozierend an. Laut Anni Carlsson hat sie einen „hellen makellosen Körper“ und ein wissendes „Lächeln der Erfahrung“, „eine Eva, die ihres Sieges gewiß ist“.
Zwei weitere Figuren befinden sich im Wald und heben sich kaum vom Dunkel der Bäume ab. Eine dritte Frau trägt – ganz im Gegensatz zur Nackten – ein nonnenhaft hochgeschlossenes, langes schwarzes Kleid. Unter strähnigem Haar ist ihr Gesicht fahl, beinahe leichenfarben, mit großen, in dunklen Schatten liegenden Augen. Ihre Miene ist ausdruckslos. Sie wirkt wie eine Tote, eingerahmt von schwarzen Konturen wie von einem Trauerflor. Neben ihr steht, von den drei Frauen abgewandt und durch eine rötliche Blutblume getrennt, ein Mann. Sein Kopf ist gesenkt, umrahmt von einem helmartigen Haarschopf und mit vereinfachten Gesichtszügen. Sein Blick wirkt deprimiert, die Augen sind niedergeschlagen, die Haltung kummervoll; „versehrt von der Begegnung mit der Dreigestalt“ ist er laut Carlsson im Begriff zu gehen.
Die Szenerie wird links begrenzt von einem blau-grau-grünlichen Meer unter einem dunklen Gewitterhimmel. Die Strandlinie changiert zwischen Rosa, Weiß, Braun und Gelb. Sie grenzt an einen dunklen Grünstreifen, der in einen schwarz-grün nächtlichen Wald übergeht. Munch kombiniert in dem Bild flächige, farblich klar voneinander abgetrennte Farbbereiche mit breitem, kurzen Pinselstrich, um eine starke sinnliche Präsenz hervorzurufen. Sein Stil erinnert an den Cloisonismus eines Paul Gauguin.

## Weitere Fassungen

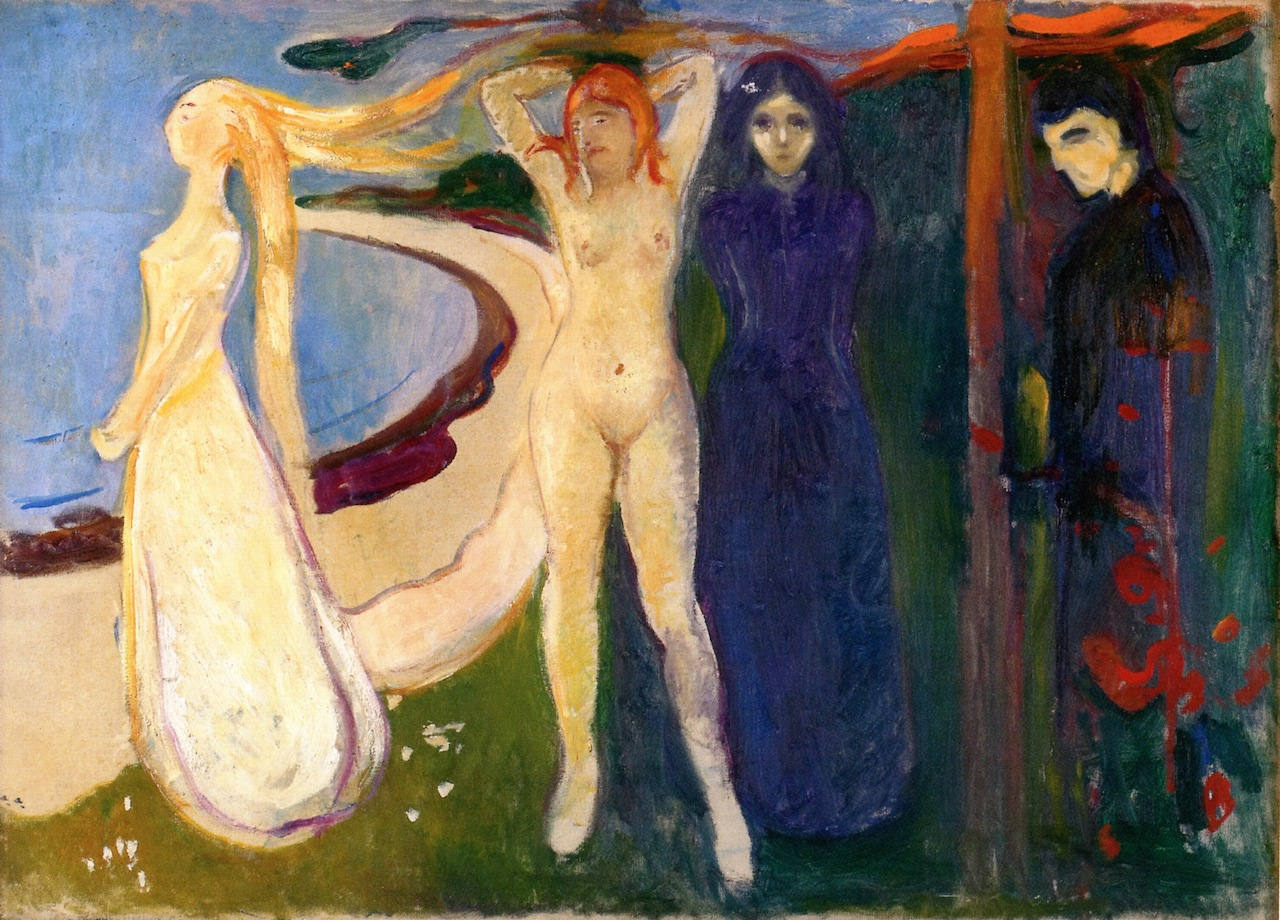
Frau. Sphinx (1894), Öl auf Leinwand, 72 × 100 cm, Munch-Museum Oslo
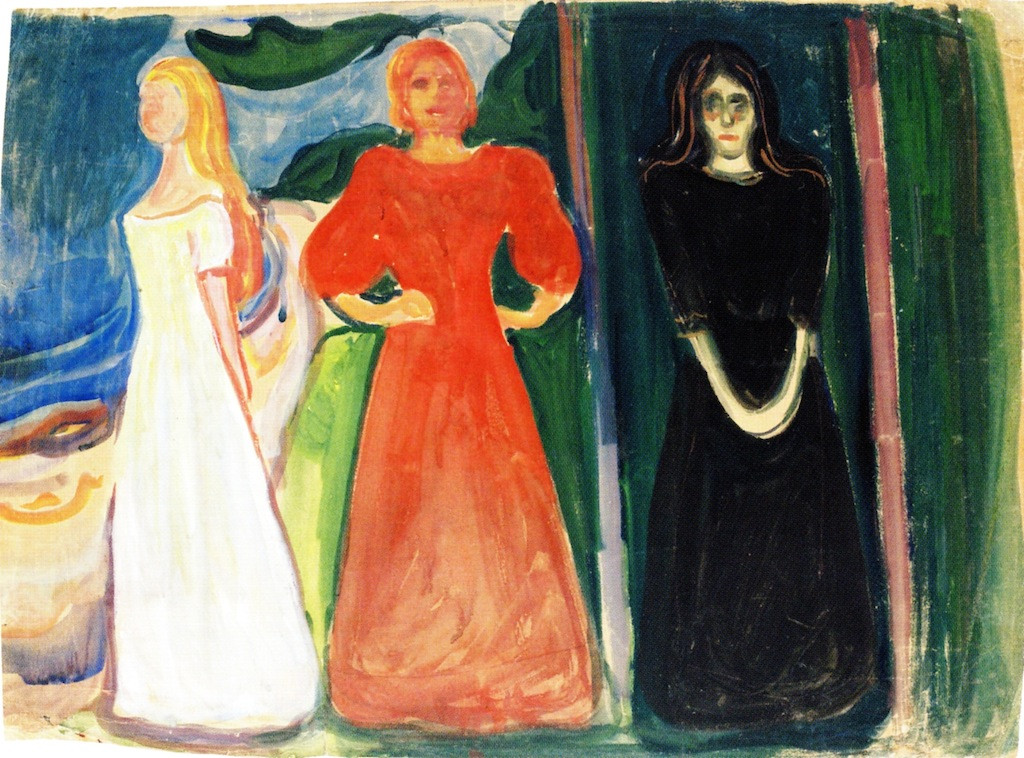
Frau (1906–07), Gouache auf Karton, 54,7 × 73,6 cm, Munch-Museum Oslo
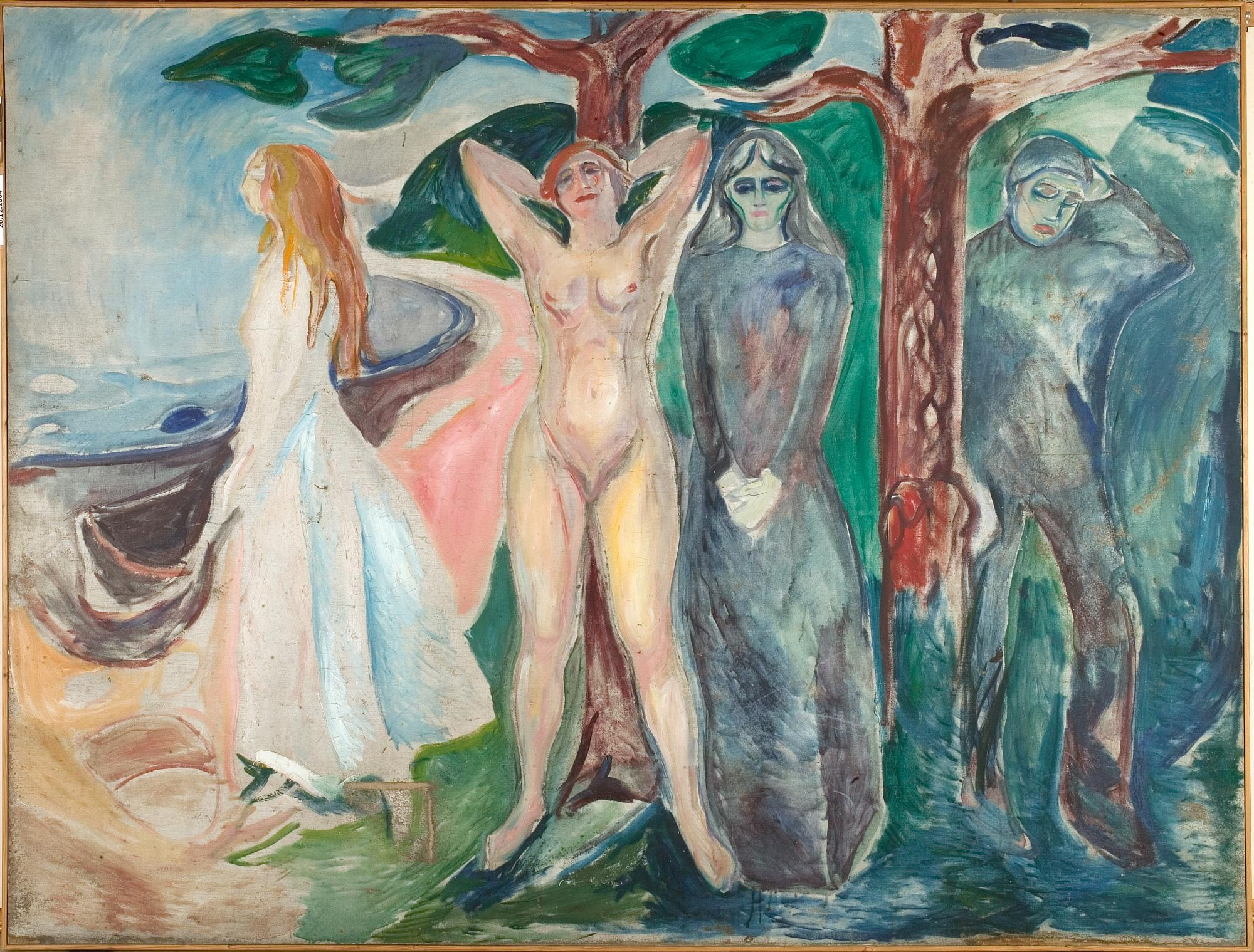
Die Frau (1916–18), Öl auf Leinwand, 200 × 267 cm, Munch-Museum Oslo
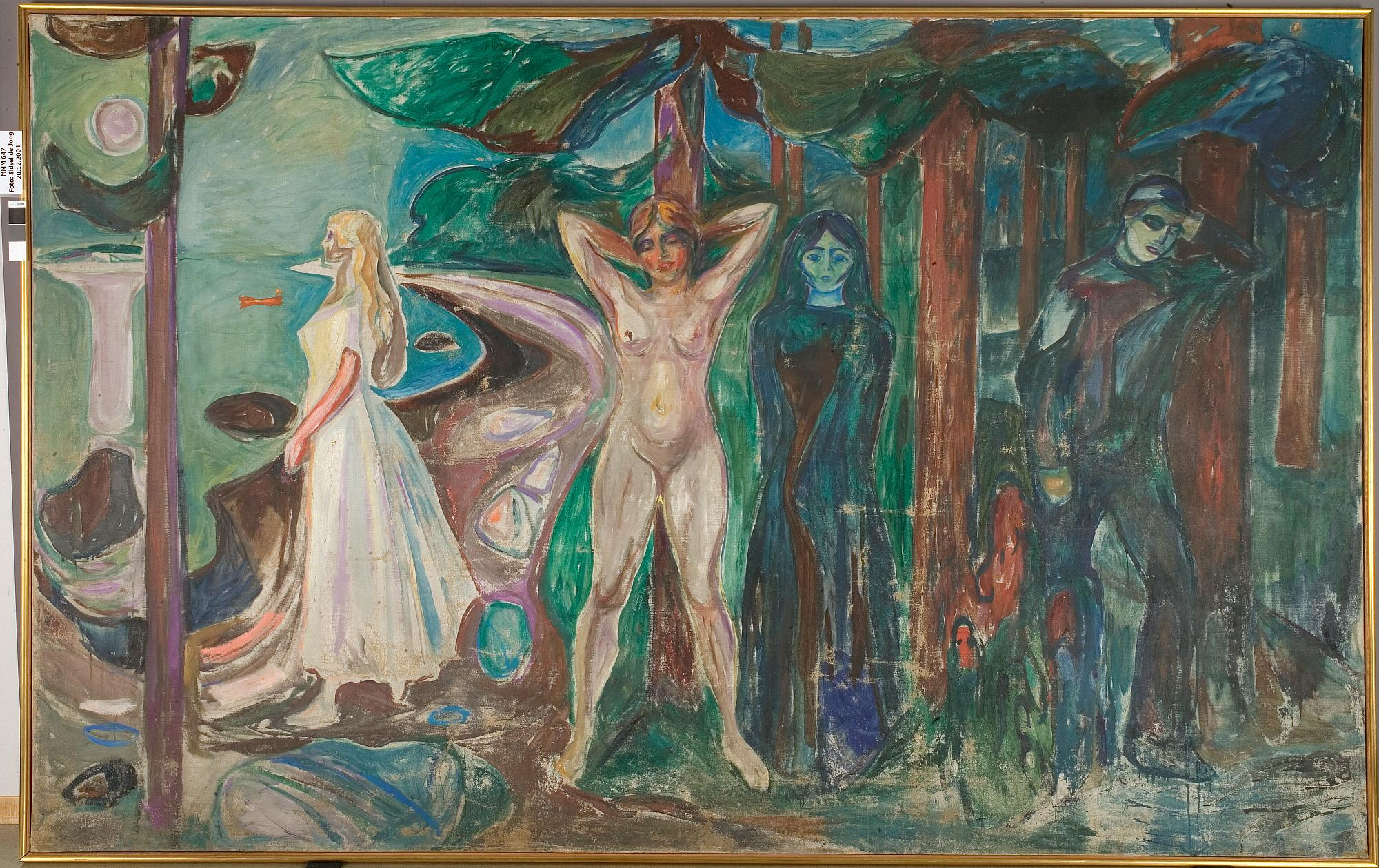
Frau (1924–25), Öl auf Leinwand, 203 × 317 cm, Munch-Museum Oslo
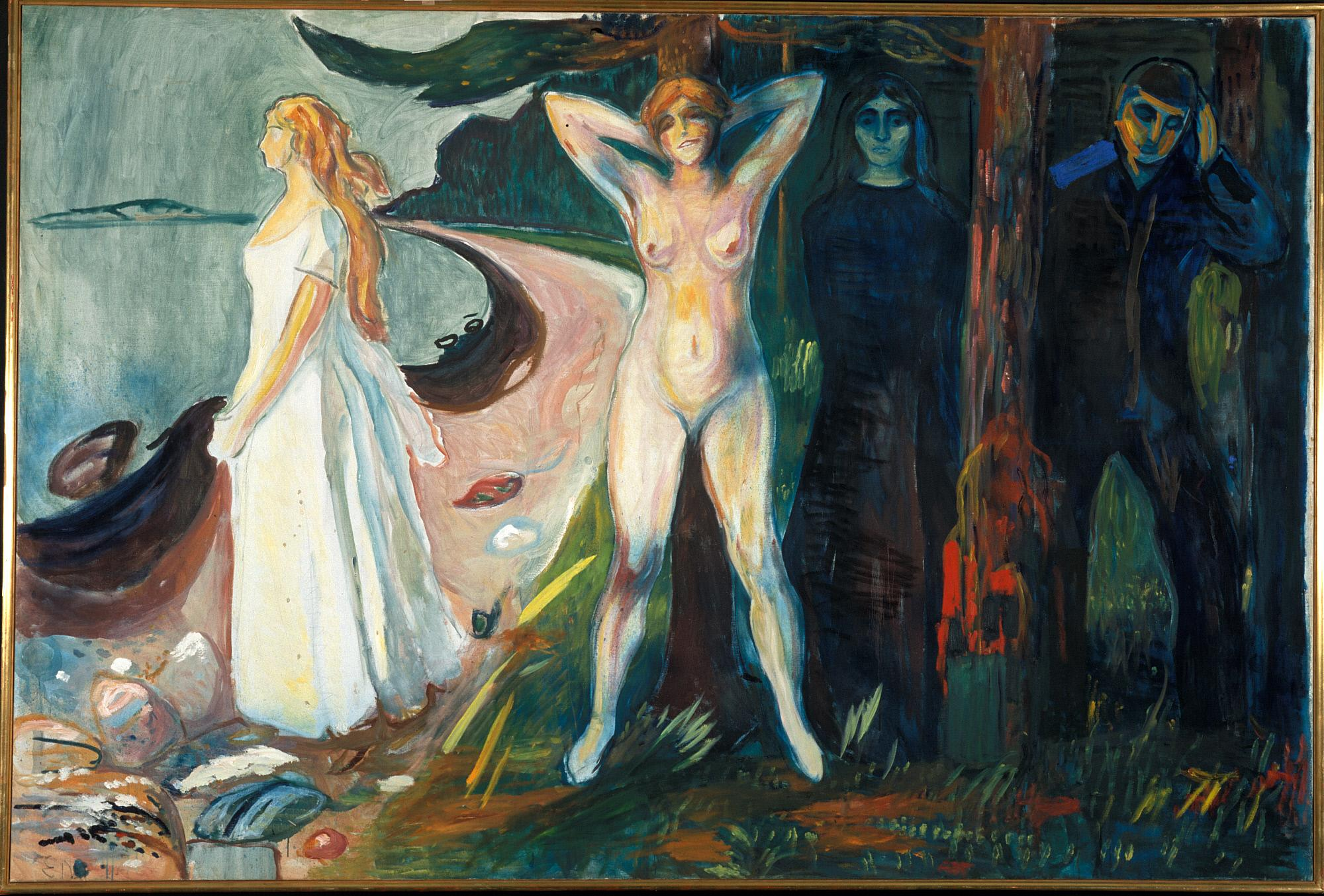
Frau (1925), Öl auf Leinwand, 155 × 230 cm, Munch-Museum Oslo

Neben der Hauptfassung von 1894, die der norwegische Kunstsammler Rasmus Meyer für seine Sammlung in Bergen erwarb, malte Munch das Motiv von Die Frau in drei Stadien über seine unterschiedlichen Schaffensperioden hinweg mindestens weitere fünf Mal, siehe dazu die Liste der Gemälde von Edvard Munch. Ein Gemälde ist vermutlich verlorengegangen. Laut Arne Eggum könnte es Ähnlichkeit mit dem Motiv Rot und Weiß aufweisen. Auf diese nicht erhaltene Komposition beziehen sich die ersten Radierungen, die Munch 1895 anfertigte und in denen die drei Frauenfiguren eng beieinanderstehen. Die große Lithografie aus dem Jahr 1899, eine Technik, die Munch erst später erschloss, greift hingegen die Komposition der Hauptfassung auf, wobei die Anordnung der Figuren gespiegelt ist. In allen Druckgrafiken ist die Männerfigur entfallen.

Frau (1895), Radierung, 28,7 × 33,5 cm, Thielska galleriet, Stockholm
Sphinx (1899), Lithografie, 46,2 × 59,2 cm, Thielska galleriet, Stockholm
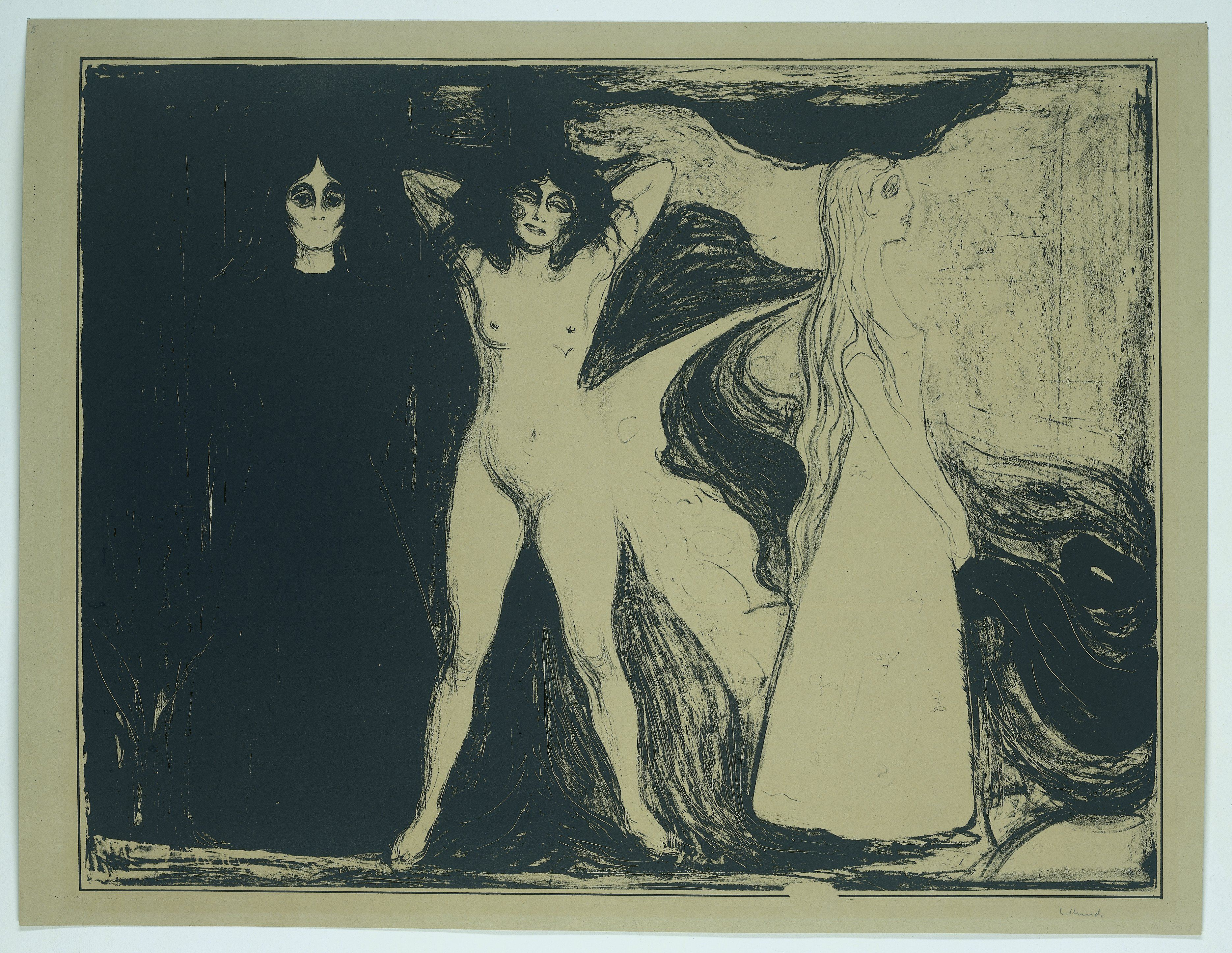
Sphinx (1899), Lithografie, 50,0 × 65,0 cm, Rijksmuseum Amsterdam

## Stellung in Munchs Werk
Im Dezember 1893 stellte Munch in Berlin zum ersten Mal zentrale Werke seines Œuvres als Bilderzyklus unter dem Titel Studie zu einer Serie „Die Liebe“ aus. Die Vorstufe seines Lebensfrieses bestand aus den sechs Bildern Die Stimme, Der Kuss, Vampir, Madonna, Melancholie und Der Schrei. Auf einer Stockholmer Ausstellung im Jahr 1894 nahm Munch erstmals Die Frau in drei Stadien in die Bilderfolge auf. Acht Jahre später in Berlin, als Munch seinen Zyklus bereits um die Themen Lebensangst und Tod erweitert hatte, bildete das Gemälde das Zentrum einer Wand, die er Erblühen und Vergehen der Liebe betitelt hatte.
Die Bilder des Lebensfrieses basieren auf einer Anzahl von Archetypen, auf die Munch immer wieder zurückgriff. So sind auch die drei Frauenfiguren aus Die Frau in drei Stadien Typen, die in anderen Bildern des Malers begegnen: das hellgekleidete Mädchen am Meer etwa in Loslösung, die nackte Frau in Madonna, die bleichgesichtige Frau in Mondschein. Wie häufig bei Munch lassen sich jedoch auch Bezüge zu realen Personen im Leben des Künstlers ziehen. So hat Monika Graen Dagny Juel als Vorbild der Frau in der Mitte ausgemacht, deren Kopfhaltung an ein früheres Porträt Juels erinnert, während Ulrich Bischoff in der rechten Frau das Antlitz der trauernden Schwester Inger wahrnimmt (siehe etwa ihre Abbildung in Der Tod im Krankenzimmer und Am Sterbebett). Die abgewandte Männerfigur ist hingegen Munchs Freund Jappe Nilssen nachempfunden, der häufig als Alter Ego des Malers fungierte, so in Melancholie und Verzweiflung.

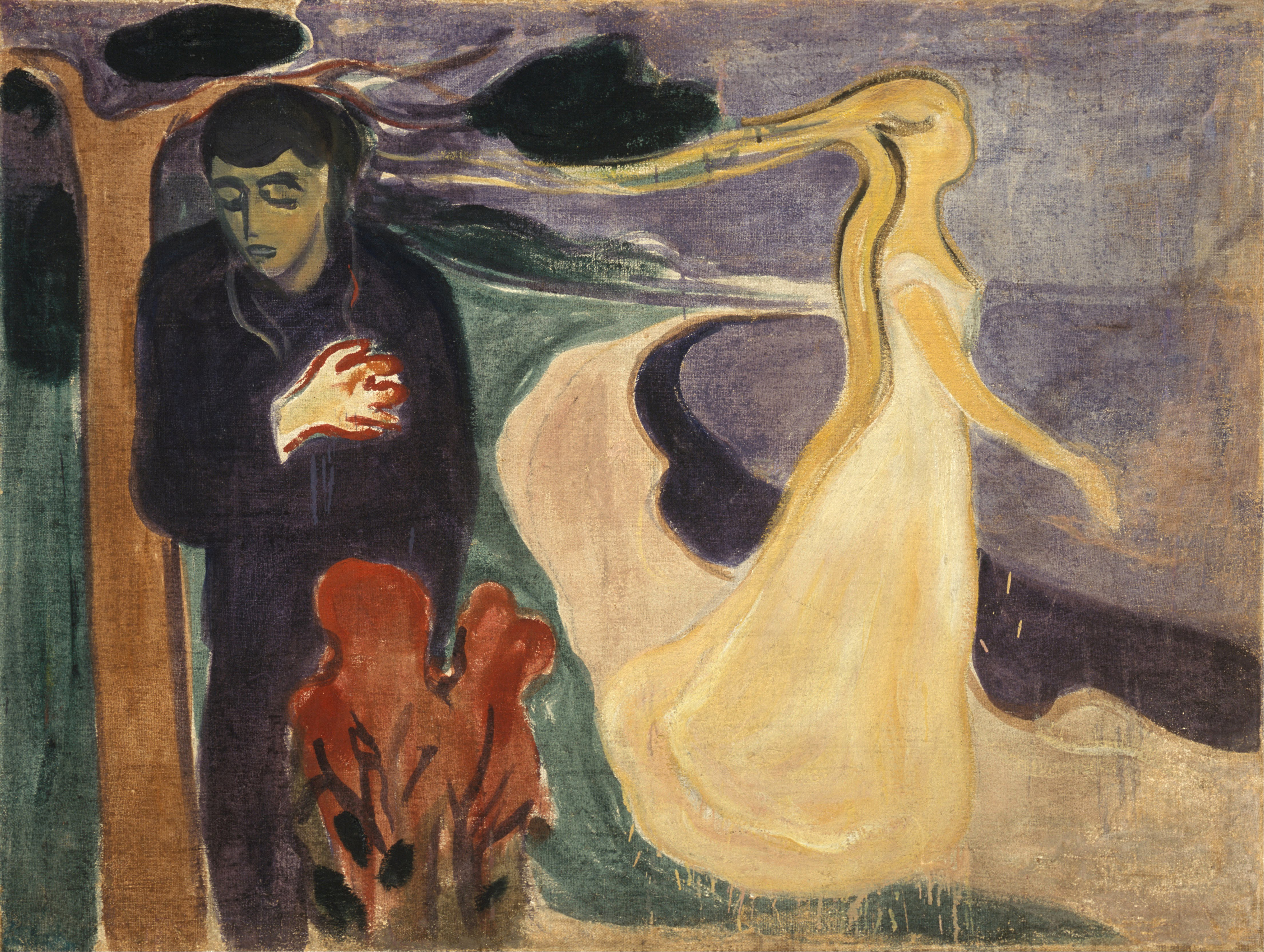
Loslösung (1896), Öl auf Leinwand, 96,5 × 127 cm, Munch-Museum Oslo
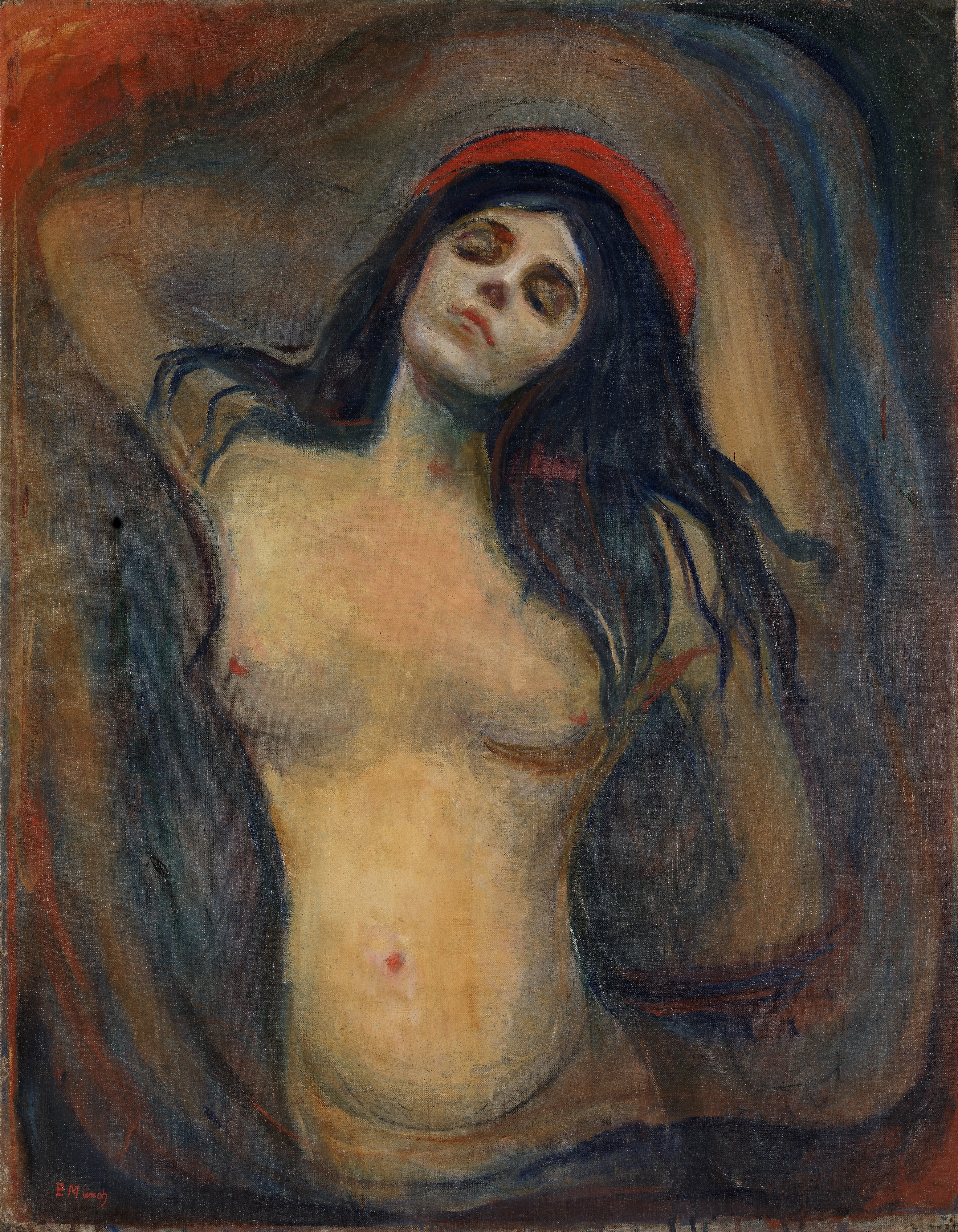
Madonna (1894/95), Öl auf Leinwand, 90,5 × 70,5 cm, Norwegische Nationalgalerie Oslo
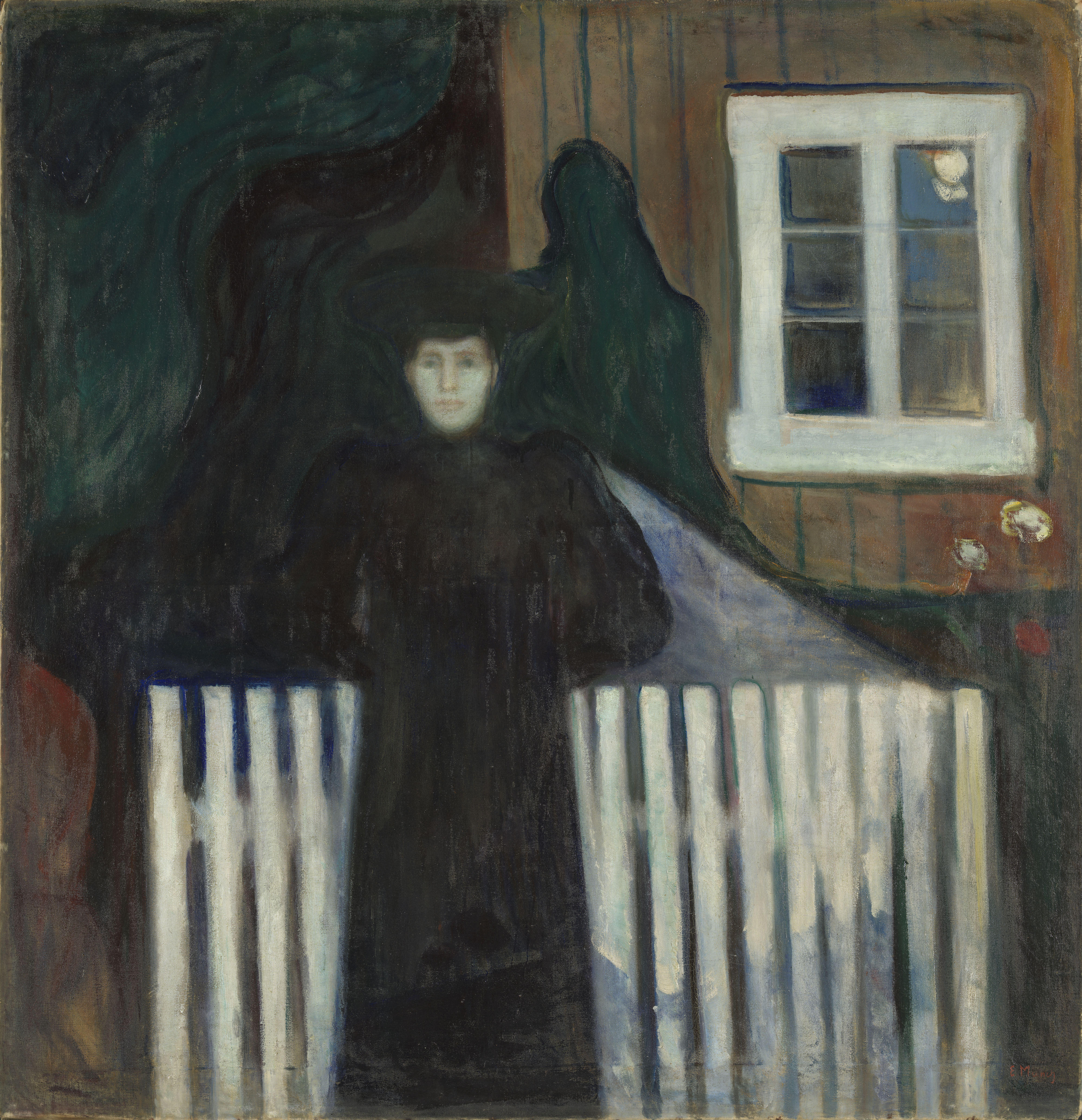
Mondschein (1893), Öl auf Leinwand, 140,5 × 137 cm, Norwegische Nationalgalerie Oslo
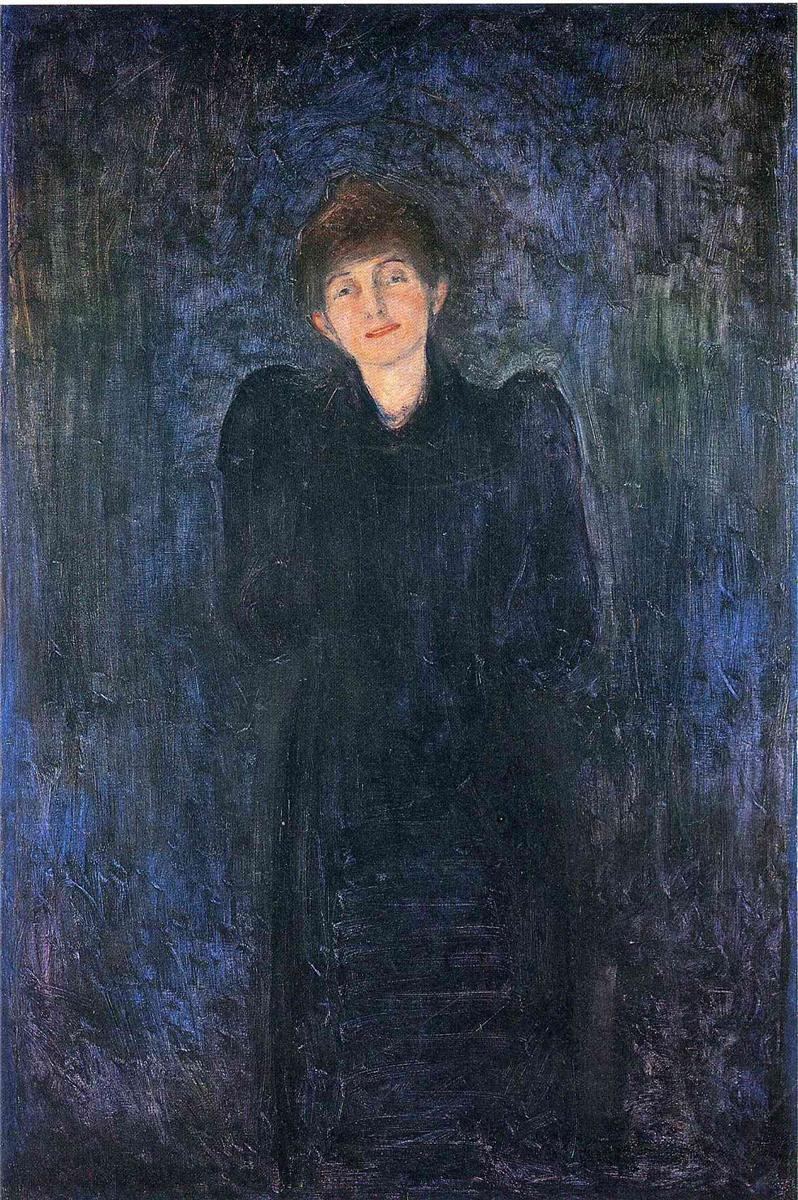
Dagny Juel Przybyszewska (1893), Öl auf Leinwand, 158 × 112 cm, Munch-Museum Oslo
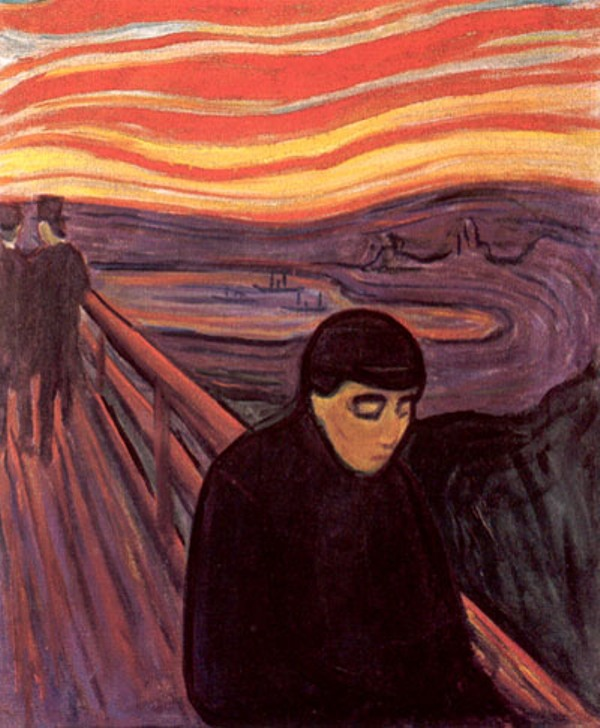
Verzweiflung (1894), Öl auf Leinwand, 92 × 72,5 cm, Munch-Museum Oslo

## Interpretation

### Drei Frauen
Die drei Frauen im Bild können laut Uwe M. Schneede als Darstellungen der unterschiedlichen Lebensalter einer Frau interpretiert werden oder als „Aufspaltung der Frau in drei Wesen“. Munch kommentierte: „Die Frau, die zugleich eine Heilige, eine Hure und eine unglücklich Verlorene ist.“ Matthias Arnold beschrieb die Typen als „die hell gekleidete unschuldige Jungfrau, daneben die unbekleidete Wollüstige, schließlich die schwarz gekleidete Nonne“. Laut Ulrich Bischoff handelt es sich um eine „Visualisierung von Vorstellungen, die sich im Kopf des Mannes über die verschiedenen Existenzweisen der Frau entwickelt haben“. Insofern ist für Schneede auch der im Schatten der Bäume versteckte Mann die eigentliche Hauptfigur des Bildes, außerstande, „der Mannigfaltigkeit des weiblichen Wesens teilhaftig zu werden“.
Auf der ersten Ausstellung in Stockholm trug das Bild den Untertitel: „Alle anderen sind eins – Du bist tausend“, ein Zitat aus Gunnar Heibergs Theaterstück Der Balkon. Auch zu einem anderen Schauspiel, Henrik Ibsens spätem Drama Wenn wir Toten erwachen (1899), zog Munch rückblickend eine Verbindung: „Die drei Frauen – die weißgekleidete, dem Leben entgegenträumende Irene, die lebensfrohe Maja – die Nackte. Die trauernde Frau, mit dem starr blickenden, bleichen Gesicht zwischen den Stämmen, Irenes Schicksal, die Krankenpflegerin. Diese drei Frauen tauchen in Ibsens Drama wieder auf, wie auf meinem Bild an vielen Stellen.“ In einem anderen Kommentar verglich er die Frauen mit den Jahreszeiten: „Das Lächeln der Frau – sind drei – Frühjahr – Sommer – Winter / Lockend wie das Frühjahr – in süßer Erwartung duftend – scheu und – lieblich verführend – wie der Vogelsang des Frühlings und die Blumen des Feldes – das volle Lächeln des Sommers – über das Wachsen der Früchte – das glückliche Lächeln der Mutter – das Lächeln des Winters, der Sorge, des Todes ernst und schmerzlich wie der Todestrank – Vollendung des Lebens“. Die Idee für sein Motiv könnte er dem Gedicht Die drei Frauen des dänischen Dichters Johannes Jørgensen entnommen haben, das ein Jahr vor der Entstehung des Bildes veröffentlicht wurde.

### Mythologie
Der Titel Sphinx, unter dem Munch sein Bild erstmals präsentierte, nimmt Bezug auf die griechische Mythologie, in der die Sphinx, halb Frau, halb geflügeltes Untier, die Stadt Theben belagert und alle tötet, die das Rätsel der Sphinx nicht lösen können. Nur Ödipus begreift den Bezug auf den Menschen in verschiedenen Lebensaltern, eine Lösung, die ganz im Einklang mit Munchs Thema des Lebensfrieses steht, der sich vom Erwachen der Liebe in der Jugend über die Reife des Lebens bis zu Alter und Tod spannt. Zur Entstehungszeit des Gemäldes Ende des 19. Jahrhunderts war der Begriff Sphinx allerdings auch ein Synonym für eine Femme fatale. Auch in diesem Sinne sind also „die drei Frauenfiguren als ein Rätsel für den Mann“ aufzufassen.
Mit einer anderen Beschreibung der drei Frauen als Nornen schlug Munch den Bogen zur nordischen Mythologie, den drei Schicksalsgöttinnen in der Edda, wo Urd (Schicksal), Verdandi (das Werdende) und Skuld (Schuld) auch als Personifikationen von Vergangenheit, Gegenwart und Zukunft verstanden werden. Die Verbindung zu diesen Hüterinnen von Leben und Tod unterstreicht laut Ingebjørg Ydstie die Macht und schicksalhafte Wirkung, die Munch der Begegnung von Mann und Frau zuschrieb.

## Rot und Weiß
In den Kontext des Motivs Die Frau in drei Stadien gehört auch das um die Jahrhundertwende entstandene Gemälde Rot und Weiß, das sich durch seine intensiv leuchtenden Farben auszeichnet. Frühe Fotografien zeigen, dass das Bild um 1903 stark übermalt wurde. Insbesondere befand sich rechts neben der rot gekleideten Frau eine dunkelhaarige Frau im Profil, die durch hinzugefügte Baumstämme verdeckt wurde. Die ursprüngliche Komposition wies damit Ähnlichkeit zu den frühen Radierungen der Frau in drei Stadien auf. 
Nach der Übermalung ist nur noch der Kontrast der frontalen Frauenfigur in leuchtendem Rot mit der abgewandten Figur in hellem Weiß übriggeblieben. Munch bediente sich hier einer Farbsymbolik, die auch sein sonstiges Werk durchzieht. Im Motiv Mädchen auf der Brücke etwa stehen die Signalfarben Weiß und Rot für Unschuld und Erotik. Nicht nur die Bekleidung der frontalen Frau, auch die Posen sind gegenüber der Frau in drei Stadien verändert. Die Frau am Meer ist ins „verlorene Profil“ gerutscht, eine Dreiviertelansicht von hinten. Damit erinnert sie an die abgewandte Frauenfigur aus Zwei Menschen. Die Einsamen. Die Frau im roten Kleid greift eine Pose aus Die Stimme auf. Trotz ihres unterschiedlichen Äußeren sind die beiden Frauen in Rot und Weiß als „zwei Seelen“ einer einzigen Person aufzufassen, wie es Arne Eggum und Guido Magnaguagno ausdrücken. Die Farben Rot und Weiß bestimmen auch das zur gleichen Zeit entstandene Motiv Der Tanz des Lebens, ein weiteres Hauptwerk des Malers, das dem Dreifrauenthema mit einer Tanzveranstaltung einen erzählerischen Rahmen verleiht. Munch ersetzte mit dem Bild auf der Leipziger Ausstellung des Lebensfrieses Die Frau in drei Stadien.

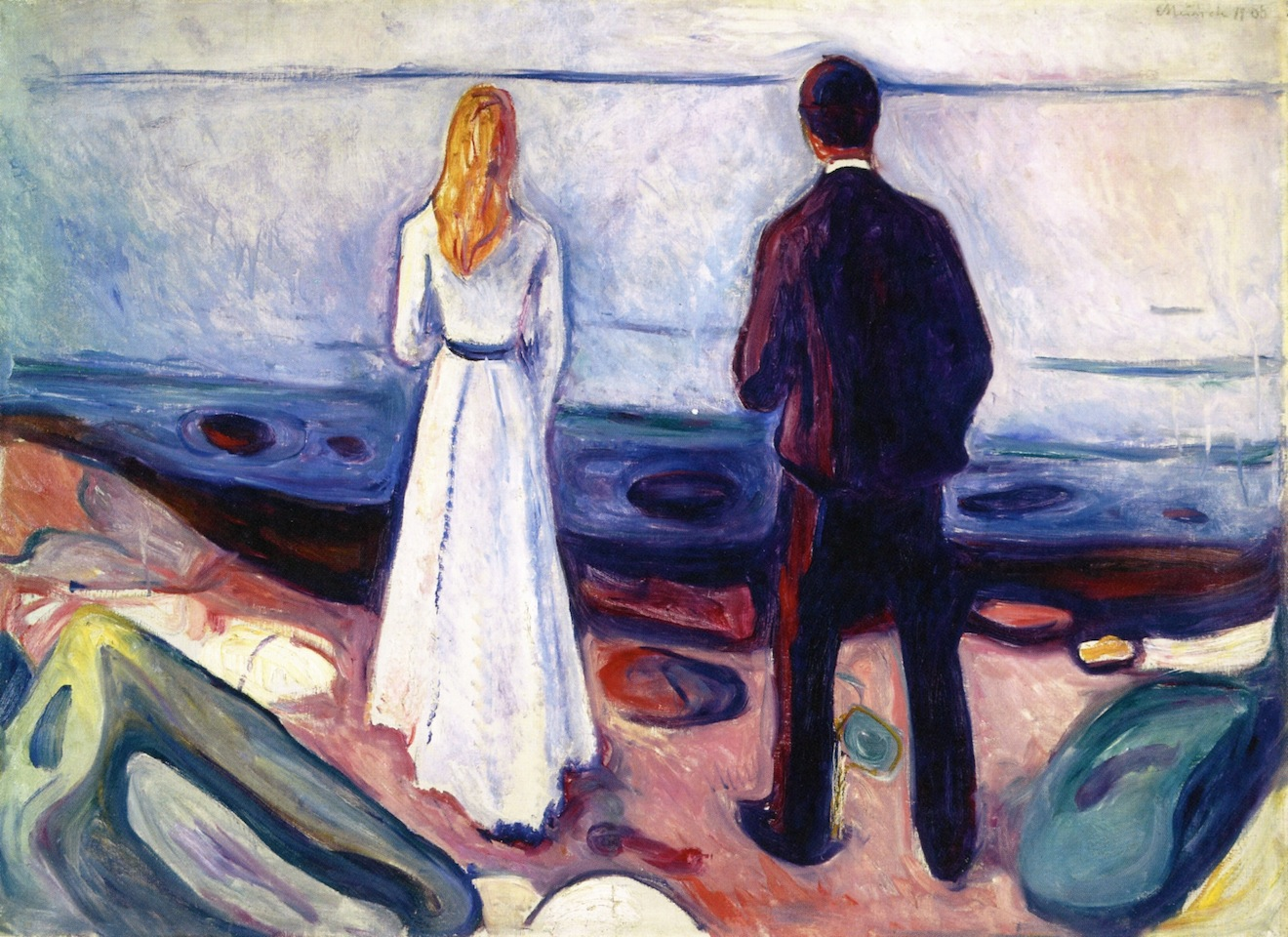
Zwei Menschen. Die Einsamen (1905), Öl auf Leinwand, 80 × 110 cm, Privatbesitz
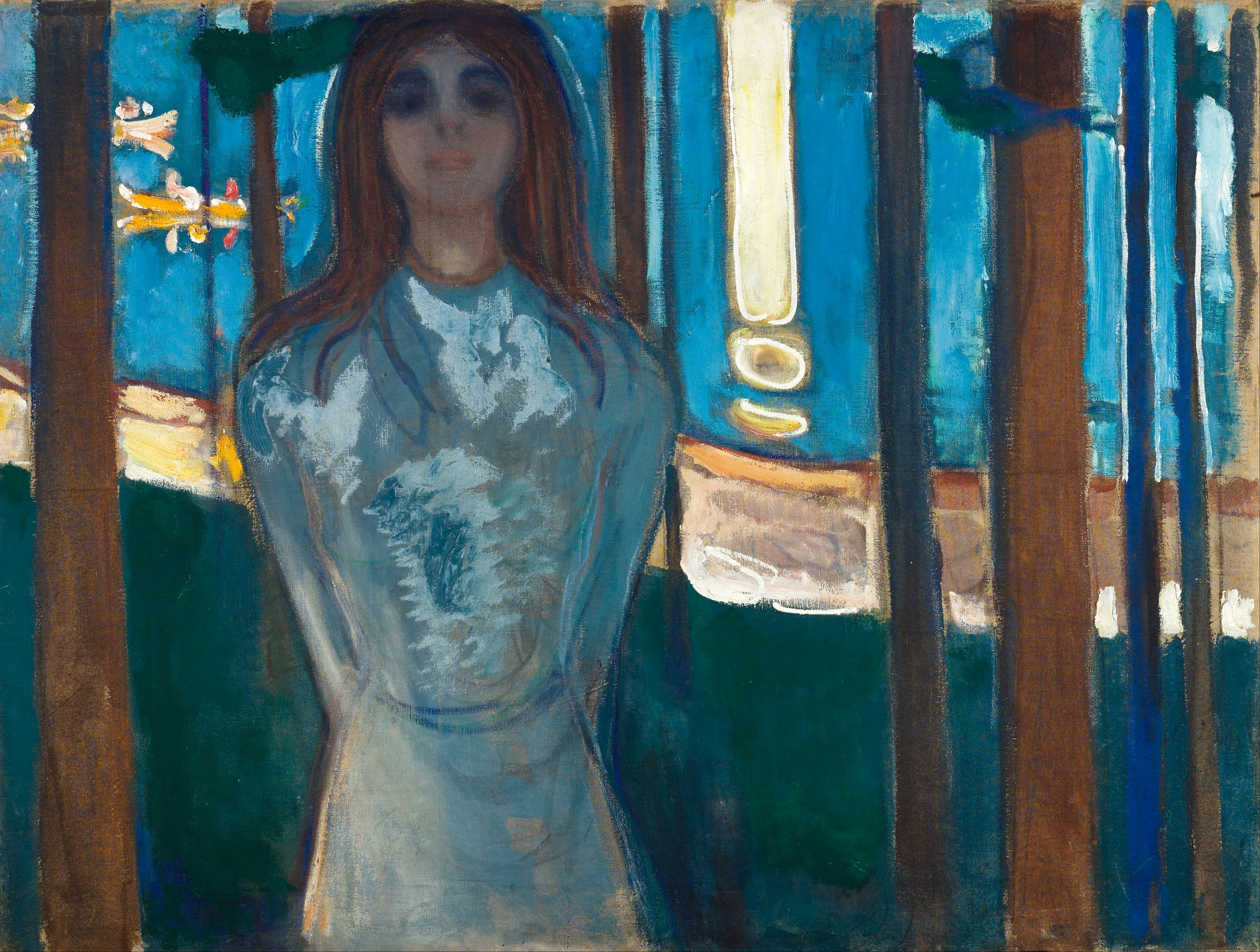
Die Stimme (1896), Öl auf Leinwand, 90 × 119 cm, Munch-Museum Oslo
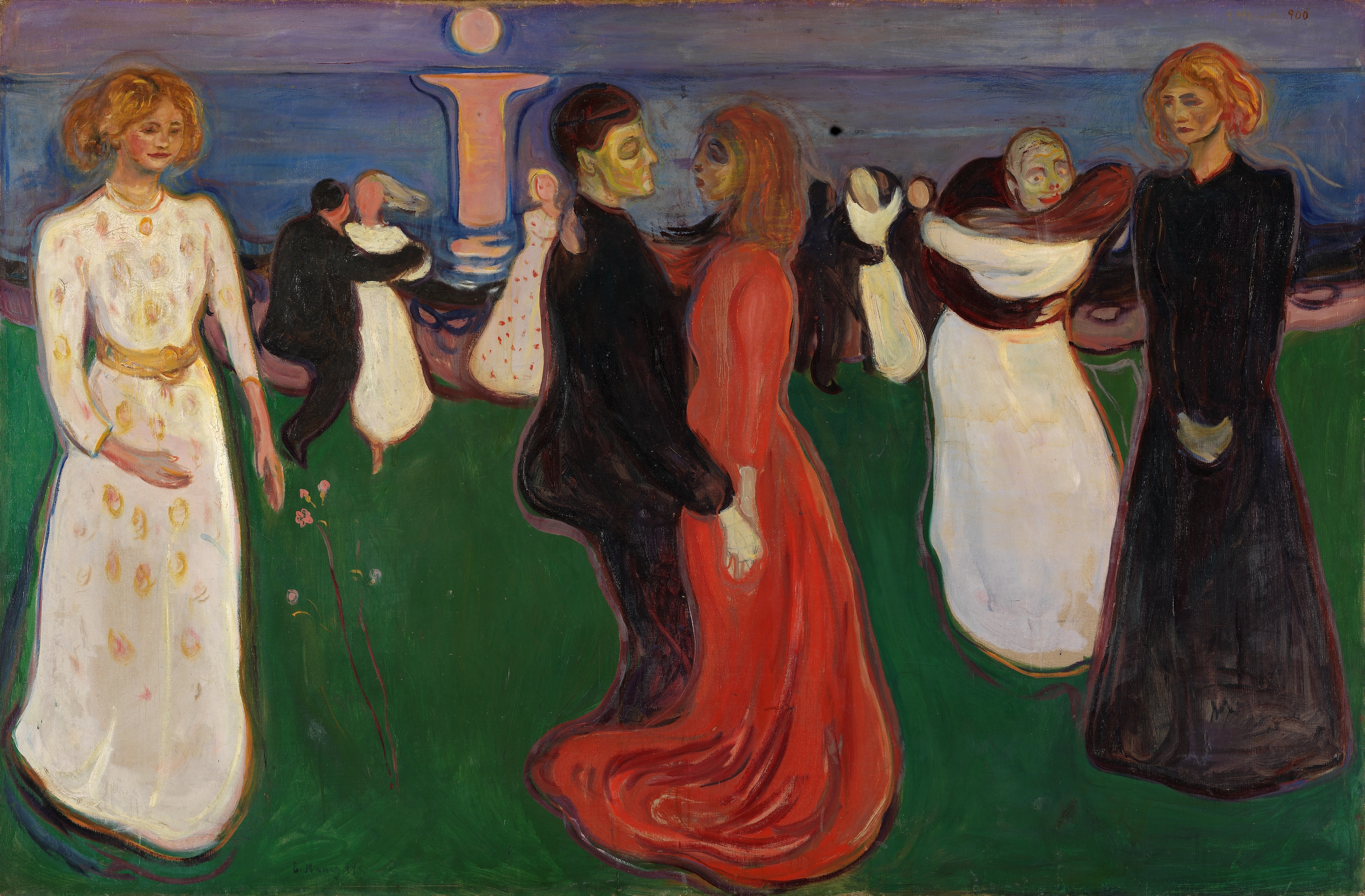
Der Tanz des Lebens (1899–1900), Öl auf Leinwand, 129 × 191 cm, Norwegische Nationalgalerie Oslo